# Edna and Harvey: Harvey's New Eyes
Edna and Harvey: Harvey's New Eyes (Harveys neue Augen) est un jeu vidéo d'aventure en pointer-et-cliquer développé par Daedalic Entertainment et édité par Rondomedia, sorti en 2012 sur Windows, Mac et Linux.
Il fait suite à Edna et Harvey s'évadent.

## Accueil
- Adventure Gamers : 3,5/5[1]
- IGN : 6/10[2]